# Ensembl
Ensembl (o Ensembl!) è una banca dati bioinformatica allestita con lo scopo di fornire informazioni aggiornate sui principali genomi eucariotici. Ensembl è gestita in modo coordinato dal Wellcome Trust Sanger Institute e dall'Istituto europeo di bioinformatica (EBI), facente parte del Laboratorio Europeo di Biologia Molecolare (EMBL).

## Caratteristiche del software
Il progetto è del tutto open source. Ciò significa che sia il software che i dati immagazzinati possono essere utilizzati in maniera del tutto libera e gratuita.

## Genomi riportati
Attualmente Ensembl riporta i genomi della maggior parte dei vertebrati e di diversi organismi modello. 
- Vertebrata:
  - Mammalia: Homo sapiens, Pan troglodytes, Macaca mulatta, Otolemur garnettii, Tupaia belangeri, Mus musculus, Rattus norvegicus, Cavia porcellus, Spermophilus tridecemlineatus, Oryctolagus cuniculus, Canis familiaris, Felis catus, Bos taurus, Sus scrofa, Sorex araneus, Erinaceus europaeus, Myotis lucifugus, Dasypus novemcinctus, Loxodonta africana, Echinops telfairi, Monodelphis domestica, Ornithorhynchus anatinus;
  - Aves: Gallus gallus;
  - Amphibia: Xenopus tropicalis;
  - Pisces: Danio rerio, Takifugu rubripes, Tetraodon nigroviridis, Gasterosteus aculeatus, Oryzias latipes;
- Altri: Ciona intestinalis, Ciona savignyi, Drosophila melanogaster, Anopheles gambiae, Aedes aegypti, Caenorhabditis elegans, Saccharomyces cerevisiae.